# Querétaro (Bundesstaat)
Der mexikanische Bundesstaat Querétaro [keˈɾetaɾo] (auch Querétaro de Arteaga), offiziell
Freier und Souveräner Staat Querétaro (spanisch Estado Libre y Soberano de Querétaro) liegt zwischen Guanajuato und Hidalgo. Er hat etwa 1,8 Millionen Einwohner. Die Menschen leben hauptsächlich von Viehwirtschaft; die Gegend um die Hauptstadt ist stark industrialisiert.

## Geographie
Der Staat ist 11.699 Quadratkilometer groß und liegt im Hochland von Mexiko zwischen den Ketten der Westlichen und Östlichen Sierra Madre.

## Bevölkerungsentwicklung
| Jahr | Einwohnerzahl |
| ---- | ------------- |
| 1950 | 286.238       |
| 1960 | 355.045       |
| 1970 | 485.523       |
| 1980 | 739.605       |
| 1990 | 1.051.235     |
| 1995 | 1.250.476     |
| 2000 | 1.404.306     |
| 2005 | 1.598.139     |
| 2010 | 1.827.937     |
| 2015 | 2.038.372     |

## Geschichte
Das Gebiet um die Stadt Santiago de Querétaro (kurz auch: Querétaro ) war in der spanischen Kolononialzeit Teil des Vizekönigreichs Neuspanien. Der Bundesstaat Querétaro entstand gegen Ende des Mexikanischen Unabhängigkeitskriegs am 23. Dezember 1823. Im Jahr 1867 wurde Kaiser Maximilian in Querétaro füsiliert, nachdem die Französische Intervention in Mexiko mit letzten Kämpfen bei Querétaro ihr Ende gefunden hatte. In Querétaro wurde 1917 auch die erste Verfassung nach der Mexikanischen Revolution ausgearbeitet.

## Verwaltung
Santiago de Querétaro ist die Hauptstadt des Bundesstaates Querétaro. Sie liegt etwa 200 Kilometer nordwestlich von Mexiko-Stadt und ist bekannt für ihre historische Altstadt.
Der Staat unterteilt sich in 18 Verwaltungsbezirke (municipios).

## Wirtschaft
In den fruchtbaren Tälern werden vor allem Baumwolle, Mais, Kaffee und Bohnen angebaut, während im Gebirge vorwiegend Rinderzucht betrieben wird. Es gibt große Vorkommen an Quecksilber, Opalen, und anderen Edelsteinen.